# Kemp Malone
Kemp Malone (Minter, 14 marzo 1889 – 13 ottobre 1971) è stato uno storico e filologo statunitense.

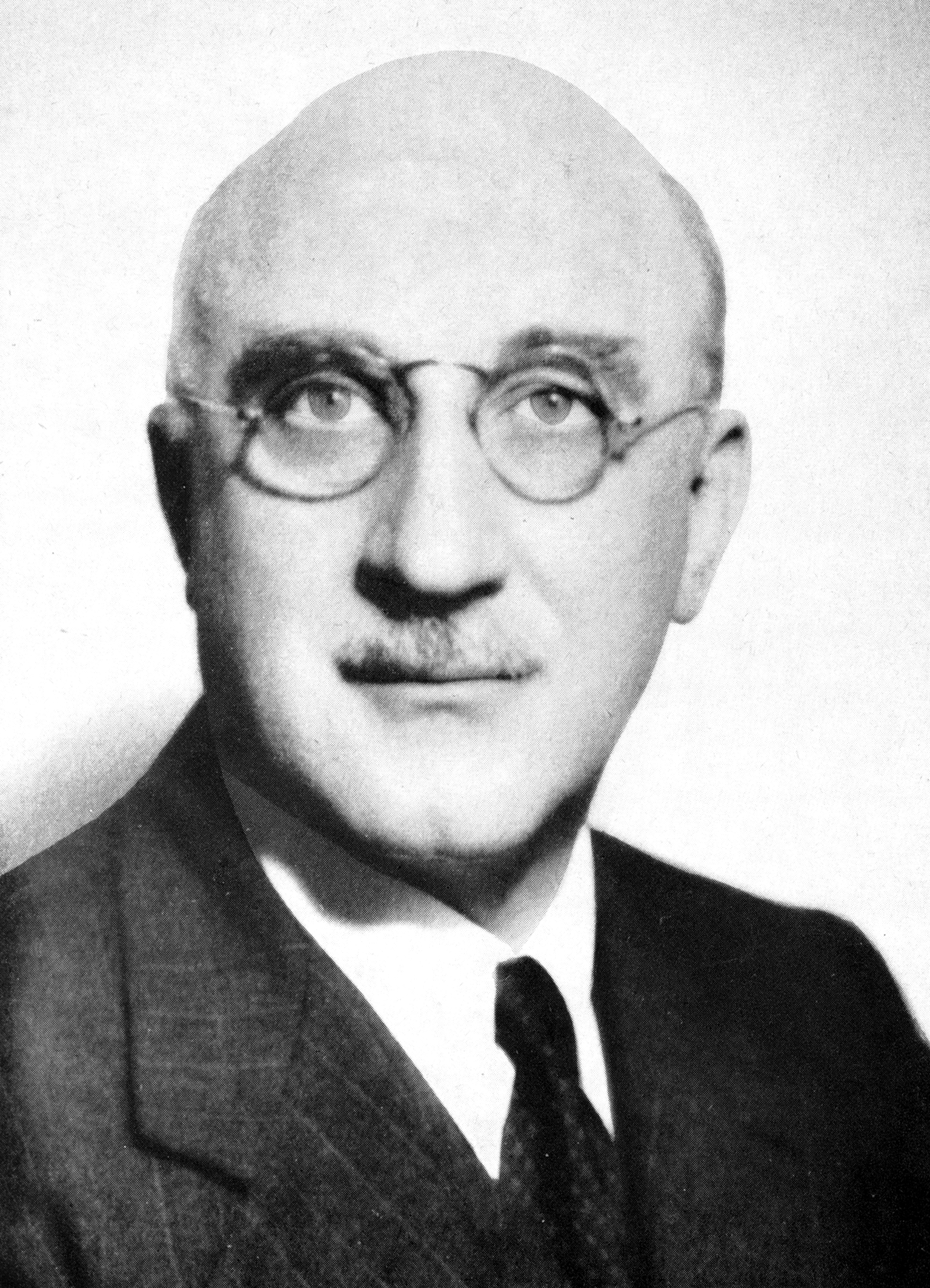
Kemp Malone, 1889-1971

Kemp Malone è stato un importante e prolifico studioso del Medio Evo, etimologo, filologo e profondo conoscitore dello scrittore medievale inglese Geoffrey Chaucer (XIV secolo). Fu lettore e poi professore di letteratura inglese alla Johns Hopkins University dal 1924 al 1956.
Nato in una famiglia di accademici, Malone si laureò all'Emory College nel 1907, con l'ambizione di specializzarsi in tutte le lingue che avevano influenzato l'inglese medio. Passò quindi molti anni in Germania, Danimarca e Islanda. Servì poi nell'esercito americano per due anni allo scoppio della prima guerra mondiale. Fu infine congedato col grado di capitano.
Fu poi presidente della Modern Language Association e di altre associazioni filologiche, collaborando poi come etimologo alla realizzazione dell’American College Dictionary (1947). Non accettò mai la vecchia interpretazione secondo cui la poesia inglese era il prodotto di una tradizione puramente orale.
I suoi interessi hanno spaziato dai manoscritti di X secolo all'etimologia dei nomi dei moderni fumetti, dalla lingua americana a quella inglese, dalla storicità di re Artù (che a suo parere sarebbe stato il dux romano Lucio Artorio Casto), alle figure di Cædmon, Beowulf e Deor. Pubblicò e tradusse un grande corpus (cioè una raccolta) di poesia medioevale: (il Widsith dal Libro dell'Exeter, 1936).